# Annamaria Morini
Annamaria Morini (* 18. Oktober 1950 in Bologna; † 26. Mai 2016 ebenda) war eine italienische Flötistin.

## Leben
Morini studierte am Konservatorium Florenz bei Pier Luigi Mencarelli und vervollkommnete ihre Ausbildung bei Jean-Pierre Rampal, Andràs Adorjàn und Conrad Klemm. Sie spezialisierte sich auf zeitgenössische Musik, und es wurden ihr mehr als 120 Werke von Komponisten wie Franco Donatoni, Giacomo Manzoni, Stefano Gervasoni, Fausto Romitelli, Aldo Clementi, Adriano Guarnieri und Benjamin Yusupov gewidmet.
Sie gehörte zu den Gründern des Nuovo Ensemble Bruno Maderna, des Micromegas Ensemble und des Ensembles Blauer Reiter und arbeitete solistisch und in kleinen kammermusikalischen Formationen mit dem Pianisten Stefano Malferrari und den Sopranistinnen Alda Caiello und Daniela Uccello. 1988 gründete sie ein Duo mit dem Violinisten Enzo Porta, 2000 eines mit der Harfenistin Paola Perrucci; 2009 gründete sie das Trio Metropolis.
Morini trat bei zahlreichen internationalen Musikfestivals auf (u. a. der Biennale Venedig, der Berlin Biennale, den Wittener Musiktagen, der Milano Musica und dem Warschauer Herbst) und wirkte bei den Darmstädter Ferienkursen mit. Sie spielte Rundfunkaufnahmen (u. a. für die RAI, den SFB, Kol Israel und den ungarischen Rundfunk) und Schallplatten bei Ricordi, Fonit, Edipan, Curci, Tactus und Limen ein und wirkte an musiktheoretischen Schriften wie Musiche di oggi per artisti di domani und Instrumentation in der Musik des 20. Jahrhunderts mit.
1989 gehörte sie zu den Begründern der Associazione Nuova Musica in Bologna. Sie unterrichtete Flöte und zeitgenössische Kammermusik am Konservatorium der Stadt, wirkte am Laboratorio di musica contemporaneo und gab Meisterkurse in ganz Italien.